# Juan Gracia (escritor)
Juan Gracia (Ciudad Real, 1966 - ), novelista español.
Fue encuestador, dependiente y profesor de Latín, Filosofía y Religión, entre otras profesiones. Se trata de uno más entre los autores de la llamada Generación X, en la que se engloba a autores como José Ángel Mañas, Ray Loriga y otros. En sus novelas urbanas, en clave generacional y de corte realista, domina su filosofía del "no hay futuro" con personajes abocados a la rutina a través de los excesos. Es de destacar su novela Todo da igual (Barcelona: Mondadori, 1999). Jotaé, el protagonista, desdoblado en otro personaje que representa su conciencia, Esaú,  toma la decisión de abandonar su cargo directivo en la empresa de su padre y entregarse a entretenimientos más satisfactorios, como el sexo o el violonchelo, pero eso sólo hace resaltar el sinsentido de la existencia de este niño de papá abocado al escepticismo y al fracaso, cuya vida acaba resumiéndose en practicar el sexo urgente con cualquiera que se ponga a tiro -incluido su propio cuñado- y en rebasar todas las fronteras posibles, llegando incluso a cometer un asesinato. Desde las antípodas de los jóvenes Kronen, los de esta novela son ricos y guapos, triunfadores sólo en apariencia y abocados a la misma rutina. Los personajes secundarios están bien trazados, como el de la madre, y abundan las dobles lecturas. El estilo está muy cuidado y abundan las referencias culturalistas.
- Datos: Q5949813